# フューリー (2014年の映画)
『フューリー』（Fury）は、デヴィッド・エアー監督・脚本による第二次世界大戦時代を描いた2014年のアメリカ合衆国の戦争ドラマ映画である。出演は、ブラッド・ピット、シャイア・ラブーフ、ローガン・ラーマン、ジョン・バーンサル、マイケル・ペーニャ、ジェイソン・アイザックス、スコット・イーストウッドらである。
撮影は2013年9月から11月までにイングランドで本物のティーガーI戦車（車体番号:131）を使って行われた。

## ストーリー
1945年4月、連合国がナチス・ドイツに最後の攻勢をかけようとしていた。第2機甲師団第66機甲連隊に所属する、ドン・「ウォーダディー」・コリアーが車長を務めるM4A2E8 シャーマンイージーエイト（撮影で使用されたのはM4A2E8）「フューリー」号には以下のクルーが乗り組んでいた。砲手のボイド・「バイブル」・スワン、装填手のグレイディ・「クーンアス」・トラヴィス、操縦手のトリニ・「ゴルド」・ガルシア。副操縦手は戦闘で死亡し、補充として新兵でタイピストを務めていたノーマン・エリソンが配属される。ノーマンは戦闘に参加した経験を持たず、ましてや戦車の中を見たことも無かった。デポでウォーダディーは武装SSに対して憎しみを抱いていることを顕わにする。
ノーマン以外のクルーは北アフリカ戦線からの歴戦の猛者であった。そのため、ウォーダディーとともに生き残ってきたクルーは、戦闘経験が無くドイツ兵を殺すのに怖じ気づくノーマンを見下す。戦車小隊が縦列で行軍中、ノーマンは木陰に敵らしき人影を見つけるが味方に警告せず、そのせいでヒトラーユーゲント（少年兵）の攻撃によって先頭を走るパーカー中尉の戦車が破壊され、乗員もろとも火だるまとなってしまう。さらに、ドイツ軍対戦車砲陣地との戦闘の際にも、ノーマンは戦うことをためらってしまう。ウォーダディーは怒り狂い、戦争の現実を「教育」するためにノーマンに捕虜のドイツ兵(これも武装SS)を射殺するよう強要する。ノーマンはこれを拒否するが、ウォーダディーは力ずくで銃を持たせ、彼に捕虜を射殺させる。
小さな町の制圧を通じて、ノーマンとウォーダディーの絆は徐々に深まってゆく。ウォーダディーとノーマンは民家に入り、ドイツ人女性のイルマとそのいとこ、エマに出会う。ノーマンとエマはベッドをともにし、続いて4人で朝食を楽しもうとしたが、ほかのクルーが家に押し入り、エマの飲み物にタバコを投げ捨てたり、食事につばを吐くなど、嫌がらせを行う。初めは黙って見ていたウォーダディーだったが、クルーらが開戦当初の苦い思い出を語りだしたことでウォーダディーは激昂し、緊張を引き起こす。そこで伝令がやってきてウォーダディー達は任務に戻ろうとするが、そこにドイツ軍の砲撃が加えられる。砲撃によって砲弾がイルマの家を直撃し、エマは死亡する。後退するドイツ軍が防衛戦に参加しない市民を殺害してその遺体を見せしめにしたり、アメリカ軍に近寄った市民を狙撃して射殺し、自らの町を燃やす様子を見て、ノーマンは敵兵に対する憎悪を燃やし、そして、敵を容赦なく撃つようになってゆく。
ドイツ軍は田舎道の交差点を通過して攻撃してくる可能性が高いことから、ウォーダディーの率いる戦車小隊はその交差点の保持を命じられる。小隊は行軍途中、1両のティーガーIと遭遇する。戦闘の末、ティーガーIの撃破に成功するものの、その過程で味方4両のうち3両が撃破されて乗員も全員死亡し、フューリーのみが残る。加えて車上無線機が破損して使えなくなり、支援を要請することも不可能となった。それでもフューリーは先へ進み、交差点に到着する。交差点を監視できる丘の上へ移動しようとするが、仕掛けられていた対戦車地雷を踏んで右の履帯が切れ、走行不能となったフューリーは交差点上で立ち往生する。ウォーダディーらは戦車を降りて修理を試みるが、前方の丘へ偵察に出たノーマンは敵の接近を察知。約300名からなる武装SS大隊は歌いながら行進し、戦意は十分であった。クルーは戦車を放棄して森へ逃げることを主張するが、ウォーダディーはこれを拒否、1人で戦おうとする。初めは気が進まなかったクルーであるが、最終的には待ち伏せ攻撃を行うことを決意する。戦車上にドイツ兵の死体を置き、さらに火を点け、フューリーが撃破された遺棄戦車であるかのように装ったウォーダディーたちは、車内で敵を待ち受ける間に、これまでの活躍を振り返り、ノーマンを一人前のクルーとして認める。
敵をギリギリまで引きつけたウォーダディーとクルーは、戦車砲とすべての小火器・手榴弾を駆使して、圧倒的な数の差にもかかわらず武装SS大隊に多数の損害を与える。だが、立ち直った武装SS大隊は日没の夜陰に乗じて激しく反撃し、フューリー側の弾薬が乏しくなる。クーンアスは砲塔を貫いたパンツァーファウスト弾頭の噴流を受け、ゴルドは車内へ取り落した作動済みの手榴弾に覆いかぶさり、バイブルは狙撃兵が放った銃弾を頭部に受けてそれぞれ戦死。ウォーダディーも狙撃兵の銃撃によって、3発の銃弾を体に受ける。車内に残されたウォーダディーとノーマンであるが、ウォーダディーはノーマンに戦車の下部脱出ハッチから逃げろと促す。車体の下に出たノーマンは、地雷の爆発によってできた地面の穴に隠れ、なお抵抗を続けるウォーダディーは戦車の中に放り込まれた手榴弾の爆発によって戦死する。ノーマンは戦車の下をのぞき込んだ1人の若い武装SS兵士によって発見されるが、武装SS兵はノーマンをそのままにして先に進んでいった。
翌朝、ノーマンは脱出ハッチからフューリーの車内へ這い上がり、ウォーダディーの遺体にジャケットをかける。そこに到着したアメリカ軍部隊が車内で息を潜めていたノーマンを発見し「お前はヒーローだ」と話しかけ、彼らの奮戦によってドイツ軍の攻勢が失敗に終わったことが暗示される。唯一の生存者となったノーマンはウォーダディーが遺した拳銃を手に戦車を降り、衛生隊の移送車両によって後方に運ばれる。一昼夜が過ぎた交差路一帯には燻ぶる炎と黒煙が立ち上り、周囲には無数に横たわるドイツ兵の遺体と破壊されたシャーマン戦車フューリーが路上に佇む。

## キャスト
※括弧内は日本語吹替
- ドン・“ウォーダディー”コリアー - ブラッド・ピット[6]（堀内賢雄）

車長。米軍の第3小隊所属。戦車「フューリー」の指揮官。ノーマンを指導する。怪しい動きがあれば民間人でも撃つ。
- ボイド・“バイブル”スワン - シャイア・ラブーフ[7]（小松史法）

砲手。戦闘で苦戦を強いられ、戦死する。
- ノーマン・“マシン”エリソン - ローガン・ラーマン[8]（梶裕貴）

新兵。戦死したレッドの後任として補充要員として乗り込んだ。新人ということもあり職務に不慣れで冷酷になれない。
- トリニ・“ゴルド”ガルシア - マイケル・ペーニャ[9]（間宮康弘）

操縦士。敵に対する容赦はない。戦闘で苦戦を強いられ、戦死する。
- グレイディ・“クーンアス”トラビス - ジョン・バーンサル[10]（坂詰貴之）

装填手。女性に下品な言葉をかけるなどデリカシーがない。戦闘で苦戦を強いられ、戦死する。
- “オールドマン”・ワゴナー - ジェイソン・アイザックス[11]（田中正彦）

大尉。
- デイヴィス - ブラッド・ヘンケ[12]

軍曹。
- ビンカウスキ - ジム・パラック（英語版）（増元拓也）

軍曹。
- パーカー - ゼイヴィア・サミュエル（木村昴）

中尉。戦車小隊の小隊長。
- マイルス - スコット・イーストウッド[13]（前田一世）

軍曹。
- ピーターソン - ケヴィン・ヴァンス（野川雅史）

軍曹。
- イルマ - アナマリア・マリンカ（岡田恵）

ドイツ人女性。
- エマ - アリシア・フォン・リットベルク（英語版）（渕上舞）

イルマの従姉妹。言葉が通じないながらもノーマンと恋仲になる。しかし、砲撃を受けて死亡する。
- ドイツの伍長 - ブランコ・トモヴィッチ（英語版）[14]
- フォスター - イアン・ギャレット
- ヒルダ・マイヤー - ユージニア・カズミナ（英語版）
- エディス - ステラ・ストッカー[15]

## 製作

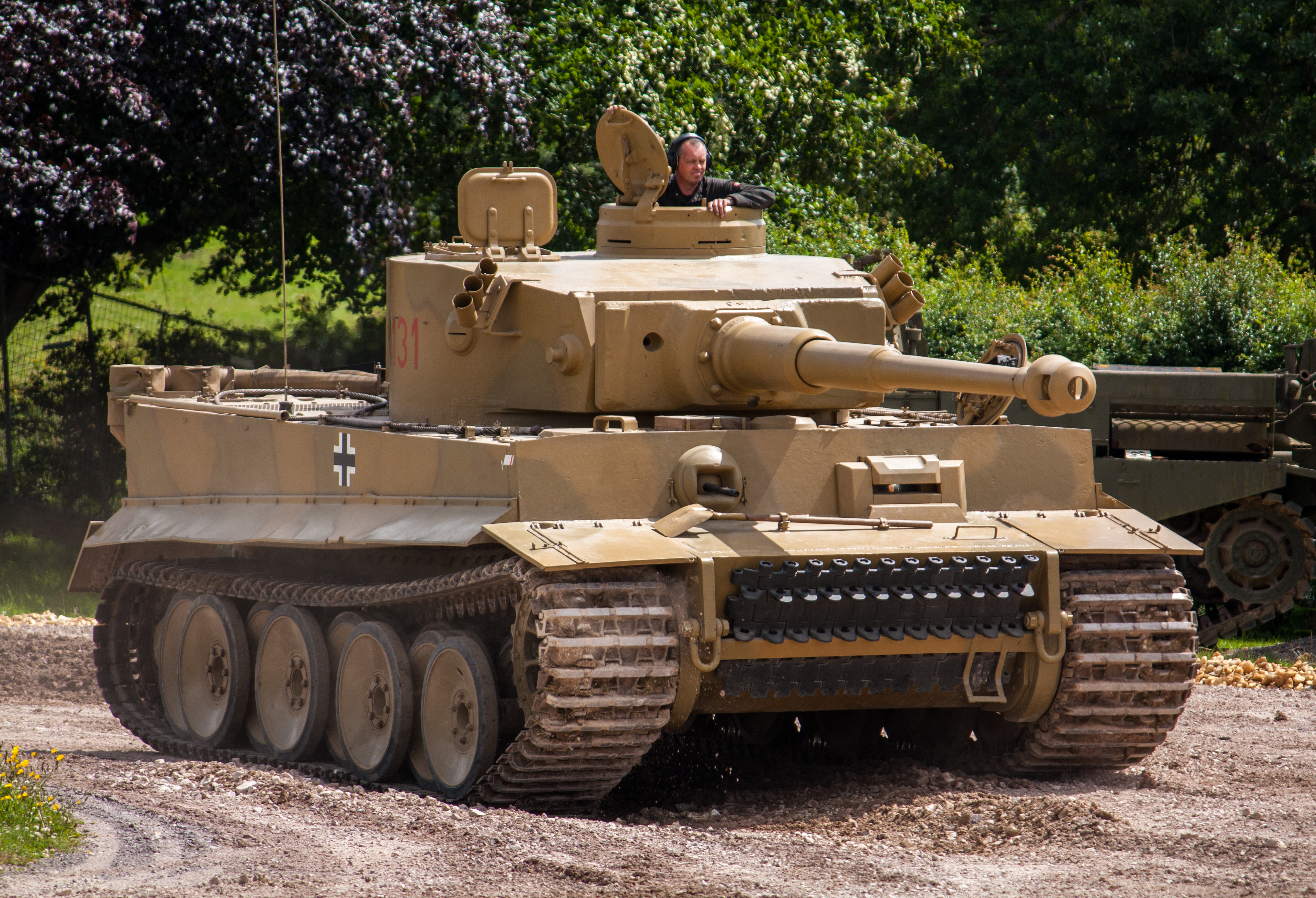
世界で唯一駆動可能なティーガー戦車であるティーガー131は、ボービントン戦車博物館より貸し出された。現代の戦争映画でティーガーIが使われるのは初めてのことであり、131は2009年から2012年のあいだにランニングコンディションに唯一レストアされた

2013年2月13日、DeadlineはQEDインターナショナルが次のプロジェクトとしてデヴィッド・エアーが脚本を執筆し、監督する予定である『Fury』を購入し、出資する予定であることを報じた。4月3日、製作の開始が2013年9月に予定された。2013年4月10日、ソニー・ピクチャーズがオークションでユニバーサル・ピクチャーズに勝利し、コロンビア ピクチャーズが北米配給権を獲得した。

### キャスティング
2013年4月3日、ソニーはキャスティングを開始し、以前に2009年の第二次大戦映画『イングロリアス・バスターズ』に出演していたブラッド・ピットが主人公のウォーダディー役での交渉に入った。4月23日、シャイア・ラブーフがキャストに加わった。5月1日、ローガン・ラーマンがノーマン・エリソン役でキャストに加わった。5月14日、『ハリウッド・リポーター』は、マイケル・ペーニャが戦車の乗組員役での出演交渉が行われたと報じた。5月17日、ジョン・バーンサルがクーンアス役で加わった。8月26日、スコット・イーストウッドがマイルス軍曹役でキャストに加わった。9月19日、ブラッド・ウィリアム・ヘンケが別の戦車長のデイヴィス軍曹役でキャスティングされた。ジェイソン・アイザックスは10月7日にキャスティングされた。このほかにゼイヴィア・サミュエル、ジム・パラック、ユージニア・カズミナ、ケヴィン・ヴァンス、ブランコ・トモヴィッチがキャスティングされた。
本作では4人のユダヤ人俳優（ローガン・ラーマン、ジョン・バーンサル、シャイア・ラブーフ、ジェイソン・アイザックス）が、ナチス・ドイツと戦う兵士を演じる。

### 撮影
2013年9月、イングランドのハートフォードシャーでリハーサルが行われた。9月3日、ブラッド・ピットはイングランドの田舎で戦車を駆動する準備をした。9月30日、主要撮影がオックスフォードシャーで始まった。パインウッド・スタジオは、シャーバーン、パートン、ワトリントンの住民に撮影中に銃声や爆発音が起こるという注意書を送った。
2013年10月15日、パートンでのリハーサル中にスタントマンの肩に誤って銃剣が刺さった。彼はオックスフォードのジョン・ラドクリフ病院へ空路で救急搬送され、警察からは事故として処理された。2013年11月、リメンブランス・デーにエキストラがナチス・ドイツの制服を着た場面を撮影して論争を引き起こした。エアーとソニーは事件について謝罪した。撮影中にシャイア・ラブーフは役作りのために歯を抜き、顔をナイフで切りつけ、さらにはシャワーも浴びなかったために、ほかのキャストやスタッフの不評を買った。撮影は2013年11月15日にオックスフォードシャーで完了した。

### 音楽
2013年11月19日、スティーヴン・プライスが映画音楽を作曲する契約を交わした。オリジナルサウンドトラックアルバムは2014年10月14日にヴァレーズ・サラバンド・レコーズより発売された。

### 吹き替えなど
戦闘シーンに戦車を使用した映画であることから、戦車繋がりでアニメ『ガールズ&パンツァー』の西住みほ役で知られる渕上舞がエマ役の吹き替えに起用された。また、Blu-rayとDVDのAmazon.co.jp限定版には『ガールズ&パンツァー』とタイアップした特典ブルーレイが収録された。
日本では劇場での配給をKADOKAWAが担当していたが、映像ソフトの販売は北米の配給元でもあるソニー・ピクチャーズが担当した。本作以後も、ソニーは日本独自の事業展開として、KADOKAWAが関わる多くの新作映画や海外ドラマのソフト販売に関わっている。

## 公開
ソニー・ピクチャーズ エンタテインメントは当初公開日を2014年11月14日に設定していたが、1ヶ月前倒しされ同年10月17日に公開された。

当時、ソニー・ピクチャーズが何者かによりハッキングされており、関連性が指摘されている。実際、この直後に、この映画を含む少なくとも5作品が、有名映画女優のパスポートの写しといった機密情報のファイルと一緒にインターネット上で不正に出回った。

## 評価

### 興行収入
北アメリカ
北アメリカでは2014年10月17日に3,173劇場で封切られた。木曜の深夜上映は2,489劇場で行われ、約120万ドルを売り上げた。公開初日には約880万ドルを売り上げた。初週末では約2,350万ドル、1劇場あたりで7,406ドルを売り上げた。この初週末興行収入はデヴィッド・エアーの監督作としては『エンド・オブ・ウォッチ』（1,310万ドル）を超えて史上最高、脚本作としては『ワイルド・スピード』（4,000万ドル）と『S.W.A.T.』（3,700万ドル）に次いで3位の成績である。第2週末は45%下落して1,300万ドルを売り上げた。

北アメリカ外
北アメリカ公開の翌週に15市場で1,975スクリーンで封切られ、初週末に約1,120万ドルを売り上げた。オーストラリアでは336スクリーンで220万ドルを売り上げて1位、フランスでは初週末に415スクリーンで210万ドルを売り上げて5位となった。イギリスでは初週末に680スクリーンで269万ポンドを売り上げ、2週目の『ミュータント・タートルズ』（192万ポンド）を抑えて1位となった。第2週末には44市場で1,460万ドルを売り上げ、累計は3,780万ドルに達した。フィンランドでは初週末に41万ドル、ウクライナでは16万ドルを売り上げて1位となった。

日本
2015年1月までに10億円を売り上げた。

### 批評家の反応
Rotten Tomatoesでは202件の批評家レビューで支持率は78%、平均点は7/10となった。Metacriticでは47件のレビューで加重平均値は64/100となった。

### 受賞
- ナショナル・ボード・オブ・レビュー賞 (2014年)[58]
  - 作品賞トップ10
  - アンサンブル演技賞
- 第38回日本アカデミー賞 優秀外国映画賞[59]